# Język ambai
Język ambai, także ambai-menawi – język austronezyjski używany w prowincji Papua w Indonezji (kabupaten Kepulauan Yapen). Według danych z 2000 r. mówi nim 10 tys. osób.
Jego użytkownicy zamieszkują wyspę Ambai oraz południowe wybrzeże wyspy Yapen. W tej pierwszej lokalizacji jest używany we wsiach: Rondefi, Ambai, Kawifi, Wamori (Rondawaiaifi), a na wyspie Yapen we wsiach: Menawi/Borai, Wadapi Laut, Randawaya I (Warironi), Randawaya II, Sumberbaba (Aisumbewawafi), Dawai. Dodatkowo skupiska ludności Ambai występują w różnych miastach indonezyjskiej Papui (Serui, Jayapura). 
Serwis Ethnologue wyróżnia dialekty: randawaya, ambai (wadapi-laut), manawi. Społeczność posługuje się także językiem indonezyjskim.
Najlepiej poznany spośród języków yapen. Został opisany w postaci opracowania z 1983 r.  Jest zapisywany alfabetem łacińskim.